# Сомнамбулизъм
Сомнамбулизмът (наричан също ноктамбулизъм или ходене насън) е разстройство на съня, при което болният извършва по време на сън дейности, характерни за будното състояние. Сомнамбулизмът засяга хора от всички възрасти. 
Статистика
- Изследване в САЩ показва, че около 18% от американците ходят насън.
- Най-често сомнамбулизмът се среща при деца на 11–12 години.
- Момчетата по-често ходят насън от момичетата.

По време на сън се наблюдават и дейности като ядене, обличане и дори шофиране. Повечето случаи на сомнамбулизъм обаче се ограничават до ходене, без индивидът да го осъзнава.
Сомнамбулите се движат с отворени очи и могат да се ориентират в заобикалящата ги обстановка. Походката със затворени очи и изпънати напред ръце е само пародия, създадена от киното. Очите на сомнамбула могат да изглеждат безжизнени или празни и ако бъде попитан нещо, може да се забави с отговора или да не отговори въобще.
Често срещано заблуждение е, че сомнамбулът не бива да бъде събуждан. По принцип няма опасност, въпреки че след внезапно събуждане сомнамбулът може да се почувства объркан. Когато един сомнамбул представлява опасност за себе си или за околните (например когато се изкачва или слиза по стъпала или използва опасен предмет, например нож или печка), е добре той да бъде събуден. Например има смъртни случаи на сомнамбули, паднали от прозорци по време на сън.
Според съпругата му, диригентът Хари Ф. Розентал по време на сън се изправял в леглото си, дирижирал и вокализирал инструменти.
Сомнамбулизмът е основна тема в класическия ням филм „Кабинетът на д-р Калигари“(Das Kabinett des Dr. Kaligari) (1919) — произведение на немския експресионизъм.
В известната Шекспирова пиеса „Макбет“ се разказва, че след убийството на краля лейди Макбет става сомнамбул, полудява и се самоубива.